# Okan Aydın
Pour les articles homonymes, voir Aydın (homonymie).
Okan Aydın, né le 8 mai 1994 à Leverkusen, est un footballeur germano-turc qui évolue au poste de milieu offensif gauche au  Bayer Leverkusen.

## Palmarès

### En équipe nationale
- Allemagne -17 ans
  - Troisième de la Coupe du monde des moins de 17 ans en 2011
    - Finaliste du championnat d'Europe des moins de 17 ans en 2011